# Walter Brugna
Walter Brugna (Rivolta d'Adda, 28 januari 1963) is een Italiaans voormalig wielrenner die zowel actief was in het baan- als het wegwielrennen.

## Carrière
Brugna werd prof in 1987 dat jaar won hij drie etappes in de Herald Sun Tour, een etappe koers waar hij ook een jaar later een etappe wist te winnen. In 1991 won hij drie etappes in de Ronde van Argentinië.
Zijn grootste successen behaalde Brugna in het baanwielrennen. Na derde plaats in 1988 en een tweede plaats in 1989 won hij in 1990 het wereldkampioenschap stayeren. 

## Palmares

### Wegwielrennen
1986
Trofeo Papà Cervi
1987
6e, 7e en 9e etappe Herald Sun Tour
1988
3e etappe Herald Sun Tour
1991
2e, 6e en 9e etappe Ronde van Argentinië

### Baanwielrennen
1988
 Italiaans kampioenschap baanwielrennen, stayeren
 Wereldkampioenschap baanwielrennen, stayeren
1989
 Wereldkampioenschap baanwielrennen, stayeren
1990
 Wereldkampioenschap baanwielrennen, stayeren